# Omar Abo El-Soud
Omar Abo El-Soud (en arabe : عمر ابو السعود), né en 1995, est un nageur égyptien.

## Carrière
Omar Abo El-Soud est médaillé d'or du relais 4 x 100 mètres quatre nages aux Championnats d'Afrique de natation 2012 à Nairobi.